# Шарапово (Островский район)
Шарапово — деревня в Горайской волости Островского района Псковской области.
Расположена в 18 км к югу от города Остров и в 12 км к западу от волостного центра, деревни Крюки.
До 3 июня 2010 года деревня входила в состав ныне упразднённой Синерецкой волости с центром в д.Гривы.

## Население
Численность населения деревни по состоянию на 2000 год составляла 7 человек.
| 2001 | 2002 | 2010 |
| ---- | ---- | ---- |
| 7    | ↘4   | ↘1   |